# Grupe de elemente chimice
Denumiri colective pentru grupe de elemente înrudite este nomenclatura utilizată de IUPAC pentru categorisirea elementelor chimice.
Denumirile următoare sunt recomandate de IUPAC:
- Metale alcaline
- Metale alcalino-pământoase
- Pnictogeni
- Calcogeni
- Halogeni
- Gaze nobile
- Lantanide
- Actinide
- Pământuri rare
- Metale de tranziție

Wikipedia utilizează, în articolele referitoare la elementele chimice și tabelul periodic al elementelor (standard), o nomenclatură hibridă. Sunt preluate denumirile IUPAC Metale alcaline, Metale alcalino-pământoase, Halogeni, Gaze nobile, Lantanide, Actinide și Metale de tranziție. Denumirile Pnictogeni, Calcogeni și Pământuri rare sunt menționate dar nu sunt utilizate în categorisire. Sunt introduse noile categorii Alte metale, Metaloizi și Alte nemetale.
Aceste categorii sunt ilustrate în diagrama care urmează. Lista elementelor chimice și Tabelul periodic al elementelor (standard) utilizează același cod al culorilor, pentru a indica apartenența la una din categoriile respective.
| Metale          | Metale                     | Metale    | Metale              | Metale                     | Metaloizi                  | Nemetale                   | Nemetale                   | Nemetale                   |
| Metale alcaline | Metale alcalino-pământoase | Lantanide | Metale de tranziție | Alte metale                | Metaloizi                  | Alte nemetale              | Halogeni                   | Gaze nobile                |
| Metale alcaline | Metale alcalino-pământoase | Actinide  | Metale de tranziție | Elemente de tip necunoscut | Elemente de tip necunoscut | Elemente de tip necunoscut | Elemente de tip necunoscut | Elemente de tip necunoscut |